# پایان جنگ جهانی دوم در آسیا
پایان جنگ جهانی دوم در آسیا در ۲ سپتامبر ۱۹۴۵، هنگامی که نیروهای مسلح امپراتوری ژاپن تسلیم متفقین جنگ جهانی دوم شدند، رخ داد. تسلیم تقریباً چهار ماه پس از تسلیم نیروهای محور در اروپا رخ داد و به جنگ جهانی دوم در آسیا پایان داد.